# コガタクサリヒメウズムシ
コガタヒメウズムシ (Stenostomum saliens) とは、小鎖状綱 クサリヒメウズムシ科 クサリヒメウズムシ属に属する自由生活性の扁形動物の一種。

## 概要
成体の体長は0.15-0.62 mm程度であり、眼（光屈折器）を欠き、表皮に密集する繊毛の中に極めて長くて硬い繊毛が散在し、口部が縦に開くことが特徴である。本種と遺伝的に近縁な種として、 オオズクサリヒメウズムシ（Stenostomum tuberculosum）が知られている。日本においては、主として水田で見つかり、湛水期間後半の水稲株周辺に多く生息している。クリプト植物門のキロモナス属（Chilomonas）などの微小な鞭毛虫類を食べる。世界中に広く分布している。

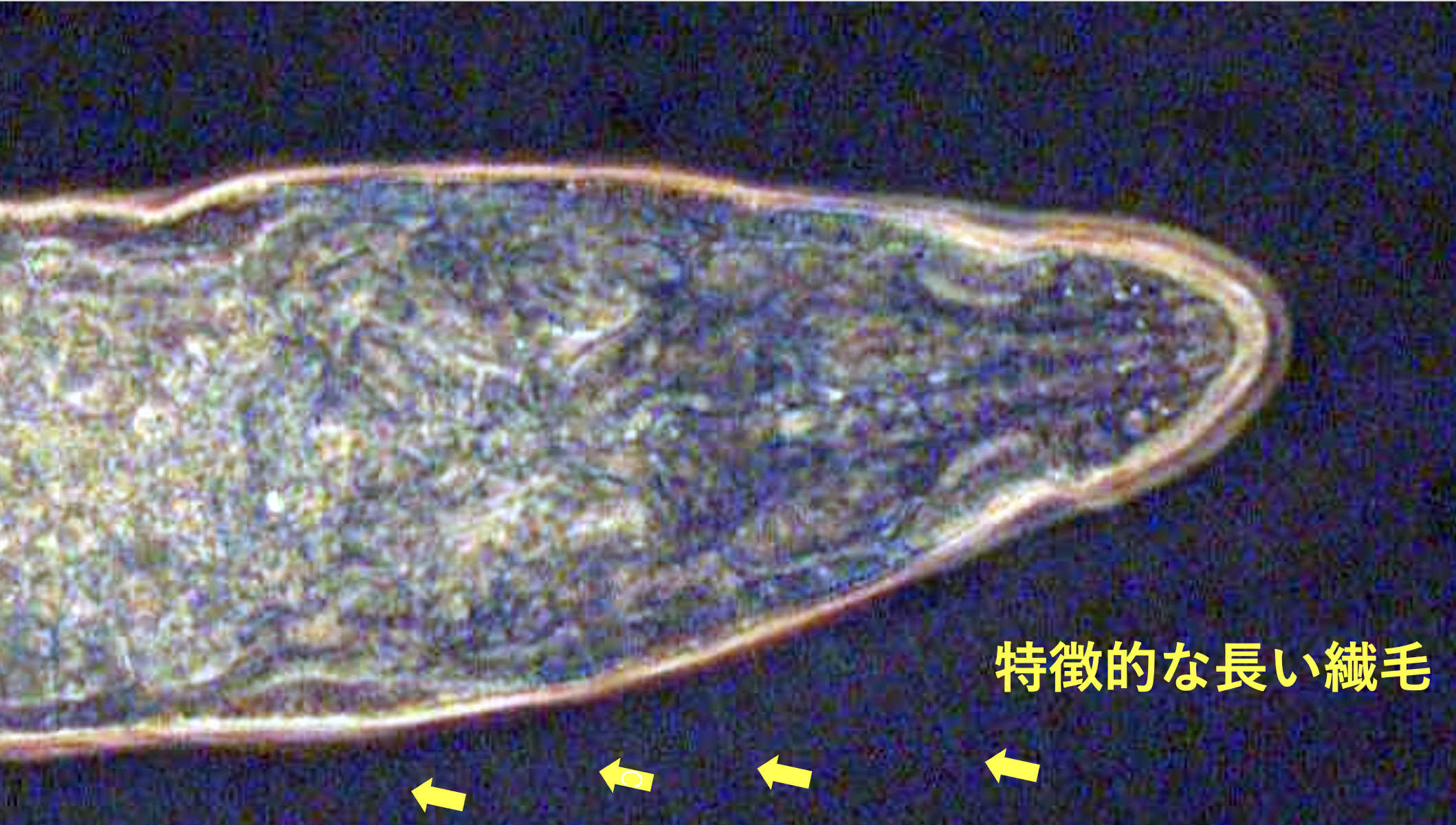
コガタクサリヒメウズムシに特徴的な長い繊毛